# Zeta Apodis
Zeta Apodis (ζ Aps, ζ Apodis) é uma estrela na constelação de Apus. Tem uma magnitude aparente de +4,78, que é brilhante o bastante para ser vista a olho nu. Medições de paralaxe mostram que está a uma distância de aproximadamente 297 anos-luz (91 parsecs) da Terra.
A classificação espectral de Zeta Apodis é K2III, com a classe de luminosidade III indicando que é uma estrela gigante evoluída. O diâmetro angular dessa estrela, após correções de escurecimento de bordo, é de 2,06 ± 0,02 milissegundos de arco. Esse valor dá um raio cerca de 20 vezes maior que o raio do Sol. A atmosfera exterior tem uma temperatura efetiva de 4 388 K, que dá à estrela o tom alaranjado de uma estrela de classe K.